# Bras des Chevrettes
Pour les articles homonymes, voir Bras des Chevrettes (homonymie).
Le Bras des Chevrettes est un cours d'eau de l'île de La Réunion, département et région d'outre-mer français dans le sud-ouest de l'océan Indien. Il s'écoule sur le territoire de la commune de Saint-André, arrose son quartier justement appelé Bras des Chevrettes puis se jette dans la Grande Rivière Saint-Jean.